# Mary Barra
Mary Teresa Barra, född Makela 24 december 1961 i Royal Oak, Michigan, är en amerikansk verkställande direktör och styrelseordförande i General Motors Company. Hon tillträdde VD-posten den 15 januari 2014 och är första kvinnliga VD för en stor global biltillverkare.

## Biografi
Barras far, som var av finsk härkomst, arbetade som en formtillverkare på Pontiac i 39 år. Hon studerade elektroteknik vid General Motors Institute (numera Kettering University) och tog en Bachelor of Science-examen. Hon fortsatte sina studier på ett GM-stipendium vid Stanford Graduate School of Business 1988 och tog en magisterexamen i företagsekonomi där 1990.

## Karriär
Barra började arbeta för General Motors vid 18 års ålder som en företagselev 1980 och hade därefter en mängd olika tekniska och administrativa tjänster, bland annat som chef för Detroit/Hamtramck Assembly-anläggningen.
I februari 2008 blev hon vice VD för Global Manufacturing Engineering. I juli 2009 avancerade hon till positionen som vice VD för Global Human Resources, som hon innehade fram till februari 2011, då hon utsågs vice VD för Global Product Development. I den senare positionen ingår bland annat ansvar för design och hon har där arbetat för att minska antalet bilplattformar inom GM. I augusti 2013 utvidgades hennes ansvar till att även omfatta Global Purchasing and Supply Chain.
I december 2013 utsågs Barra till att ersätta avgående VD Dan Akerson, och tillträdde som VD i januari 2014. Under hennes första år som VD, tvingades General Motors att vid 84 tillfällen, av säkerhetsskäl, återkalla totalt mer än 30 miljoner bilar. Barra kallades också till senatsförhör för att vittna om återkallelser och dödsfall till följd av det felaktiga tändningslåset.  Barra och General Motors kom därtill att misstänkas för att betala för utdelning av olika utmärkelser för att förbättra VD:s och företagets image under den tiden.

## Uppmärksamhet
Barra nämndes, för tredje gången, 2014, som en av världens mest inflytelserika kvinnor av tidskriften Forbes, placerad på sjunde plats.
Den 3 maj 2014 höll hon hälsningstalet till våren vid University of Michigans Ann Arbor campus vid Michigan Stadium och tilldelades ett hedersdoktorat.
Barra noterades som nummer ett på tidskriften Fortunes lista över de mäktigaste kvinnorna 2015, uppflyttad från andra plats året innan.